# Веслування на байдарках і каное на літніх Олімпійських іграх 2004
Змагання з веслування на байдарках і каное в програмі літніх Олімпійських ігор 2004 включають в себе два види дисциплін: слалом та спринтерські гонки. 

## Медальний залік
| Місце                | Країна                | Золото | Срібло | Бронза | Загалом |
| -------------------- | --------------------- | ------ | ------ | ------ | ------- |
| 1                    | Німеччина (GER)       | 4      | 4      | 1      | 9       |
| 2                    | Угорщина (HUN)        | 3      | 1      | 2      | 6       |
| 3                    | Словаччина (SVK)      | 2      | 1      | 1      | 4       |
| 4                    | Франція (FRA)         | 2      | 0      | 1      | 3       |
| 5                    | Іспанія (ESP)         | 1      | 1      | 0      | 2       |
| 6                    | Канада (CAN)          | 1      | 0      | 2      | 3       |
| 7                    | Норвегія (NOR)        | 1      | 0      | 1      | 2       |
| 8                    | Китай (CHN)           | 1      | 0      | 0      | 1       |
| 8                    | Швеція (SWE)          | 1      | 0      | 0      | 1       |
| 10                   | Італія (ITA)          | 0      | 2      | 0      | 2       |
| 10                   | Австралія (AUS)       | 0      | 2      | 0      | 2       |
| 12                   | Велика Британія (GBR) | 0      | 1      | 2      | 3       |
| 12                   | Росія (RUS)           | 0      | 1      | 2      | 3       |
| 14                   | Куба (CUB)            | 0      | 1      | 0      | 1       |
| 14                   | Нова Зеландія (NZL)   | 0      | 1      | 0      | 1       |
| 14                   | США (USA)             | 0      | 1      | 0      | 1       |
| 17                   | Білорусь (BLR)        | 0      | 0      | 1      | 1       |
| 17                   | Польща (POL)          | 0      | 0      | 1      | 1       |
| 17                   | Україна (UKR)         | 0      | 0      | 1      | 1       |
| 17                   | Чехія (CZE)           | 0      | 0      | 1      | 1       |
| Загалом (20 збірних) | Загалом (20 збірних)  | 16     | 16     | 16     | 48      |

## Результати

### Слалом
| Дисципліна                  | Золото                                           | Срібло                                     | Бронза                                    |
| --------------------------- | ------------------------------------------------ | ------------------------------------------ | ----------------------------------------- |
| Каное-одиночки, чоловіки    | Тоні Естанге (FRA)                               | Міхал Мартікан (SVK)                       | Штефан Пфаннмеллер (GER)                  |
| Каное-двійки, чоловіки      | Словаччина (SVK) Павол Гохшорнер Петер Гохшорнер | Німеччина (GER) Маркус Беккер Штефан Генце | Чехія (CZE) Ярослав Волф Ондржей Штепанек |
| Байдарки-одиночки, чоловіки | Бенуа Пеш'є (FRA)                                | Кемпбелл Волш (GBR)                        | Фаб'ян Лефевр (FRA)                       |
| Байдарки-одиночки, жінки    | Елена Каліська (SVK)                             | Ребекка Ґіденс (USA)                       | Гелен Рівз (GBR)                          |

### Спринтерські гонки

#### Чоловіки
| Дисципліна                | Золото                                                                 | Срібло                                                        | Бронза                                                                   |
| ------------------------- | ---------------------------------------------------------------------- | ------------------------------------------------------------- | ------------------------------------------------------------------------ |
| Каное-одиночки, 500 м     | Андреас Діттмер (GER)                                                  | Давид Кал (ESP)                                               | Максим Опалєв (RUS)                                                      |
| Каное-одиночки, 1000 м    | Давид Кал (ESP)                                                        | Андреас Діттмер (GER)                                         | Аттіла Вайда (HUN)                                                       |
| Каное-двійки, 500 м       | Китай (CHN) Мен Гуаньлян Ян Веньцзюнь                                  | Куба (CUB) Ібрагім Рохас Ледіс Бальсейро                      | Росія (RUS) Олександр Костоглод Олександр Ковальов                       |
| Каное-двійки, 1000 м      | Німеччина (GER) Крістіан Ґілле Томаш Виленцек                          | Росія (RUS) Олександр Костоглод Олександр Ковальов            | Угорщина (HUN) Дьйордь Козманн Дьйордь Колоніч                           |
| Байдарки-одиночки, 500 м  | Адам ван Коверден (CAN)                                                | Натан Баггалі (AUS)                                           | Іян Вінн (GBR)                                                           |
| Байдарки-одиночки, 1000 м | Ейрік Верос Ларсен (NOR)                                               | Бен Фухі (NZL)                                                | Адам ван Коверден (CAN)                                                  |
| Байдарки-двійки, 500 м    | Німеччина (GER) Рональд Рауе Тім Віскеттер                             | Австралія (AUS) Клінт Робінсон Натан Баггалі                  | Білорусь (BLR) Роман Петрушенко Вадим Махньов                            |
| Байдарки-двійки, 1000 м   | Швеція (SWE) Маркус Оскарссон Генрік Нільссон                          | Італія (ITA) Антоніо Россі Беньяміно Бономі                   | Норвегія (NOR) Ейрік Верос Ларсен Нільс Олав Ф'єлдхайм                   |
| Байдарки-четвірки, 1000 м | Угорщина (HUN) Золтан Каммерер Ботонд Шторц Акош Верецкеї Габор Хорват | Німеччина (GER) Андреас Іле Марк Цабель Б'єрн Бах Штефан Ульм | Словаччина (SVK) Ріхард Рісздорфер Міхал Рісздорфер Ерік Влчек Юрай Бача |

#### Жінки
| Дисципліна               | Золото                                                                             | Срібло                                                             | Бронза                                                                        |
| ------------------------ | ---------------------------------------------------------------------------------- | ------------------------------------------------------------------ | ----------------------------------------------------------------------------- |
| Байдарки-одиночки, 500 м | Наташа Янич (HUN)                                                                  | Йозефа Ідем (ITA)                                                  | Каролін Брюне (CAN)                                                           |
| Байдарки-двійки, 500 м   | Угорщина (HUN) Каталін Ковач Наташа Янич                                           | Німеччина (GER) Бірґіт Фішер Каролін Леонгардт                     | Польща (POL) Анета Конєчна Беата Соколовська‑Кулеша                           |
| Байдарки-четвірки, 500 м | Німеччина (GER) Бірґіт Фішер Каролін Леонгардт Майке Ноллен Катрін Вагнер-Аугустін | Угорщина (HUN) Каталін Ковач Сільвія Сабо Ержебет Віскі Кінга Бота | Україна (UKR) Інна Осипенко Тетяна Семикіна Ганна Балабанова Олена Череватова |